# Prix Carvalho-Heineken pour les sciences cognitives
Pour les articles homonymes, voir Carvalho et Heineken (homonymie).
Le prix C. L. de Carvalho-Heineken pour les sciences cognitives (en néerlandais C. L. de Carvalho-Heinekenprijs voor de Cognitiewetenschap, anciennement prix A. H. Heineken pour les sciences cognitives) est une distinction scientifique décernée depuis 2006, tous les deux ans par l'Académie royale néerlandaise des arts et des sciences dans le domaine des sciences cognitives. Il est nommé d'après Charlene de Carvalho-Heineken (en).
Le prix est doté d'une somme de 150 000 $ et depuis 2014, le montant est passé à 200 000 $. Depuis 2010, une somme de 10 000 € dote le Heineken Young Scientists Award décerné à de jeunes chercheurs.

## Lauréats
- 2006 : John R. Anderson
- 2008 : Stanislas Dehaene
- 2010 : Michael Tomasello
- 2012 : John Duncan (de)
- 2014 : James McClelland (en)
- 2016 : Elizabeth Spelke[1]
- 2018 : Nancy Kanwisher
- 2022 : Kia Nobre (en)